# Shaker al-Absi
Shaker Youssef al-Absi (Arabisch: شاكر العبسي) (Jericho, 1955 - Syrië, 10 december 2008?) was een Palestijns terrorist die in Syrië woonde. Hij overleed in 2008 als leider van de terroristische organisatie Fatah al-Islam tijdens gevechten met het Libanese leger.
In Syrië heeft hij een gevangenisstraf uitgezeten van tweeënhalf jaar wegens een geplande aanval op Israël vanuit zijn voormalige basis op de Golanhoogten. De Syrische overheid was hiermee niet opgezet omdat de Golanhoogten Syrisch gebied is dat door Israël is geannexeerd. Hij werd ook nog door een Jordaanse militaire rechtbank bij verstek ter dood veroordeeld omdat hij schuldig was gevonden aan samenzwering tot terrorisme in verband met de moord op de Amerikaanse diplomaat Laurence Foley.
Hij was lid van de pro-Syrische groepering Fatah al-Intifada, maar werd leider van de Fatah al-Islam toen deze zich afscheidde van de Fatah al-Intifada.